# Thakulf
Thakulf (též Thakolf či Tacholf; † 872/873) byl francký hrabě a správce srbské marky.
Správou srbské marky byl Thakulf pověřen nedlouho před rokem 849. Historik Julius Lippert se domníval, že byl Thakulf slovanským knížetem z Čech, jenž žil v exilu v Bavorsku. Poprvé je zmíněn Fuldskými anály k roku 849, kdy se objevuje jako jeden z velitelů franského vojska vyslaného králem Ludvíkem II. Němcem proti Čechům. Francké vojsko se střetlo kdesi v pohraničí s českými oddíly, přičemž obě strany zaznamenaly značné ztráty. Hrabě Thakulf byl v oné potyčce zasažen šípem do levého kolene. Den po bitvě byla česká knížata ochotna vyjednávat, avšak pouze s Thakulfem, jelikož znal mravy a zákony slovanského národa a čeští zástupci v něj měli důvěru. Jednání se Thakulf zúčastnil vsedě na koni, aby zakryl své zranění, a po české straně požadoval vydání rukojmích a uposlechnutí franckých příkazů. Mnohým franckým velitelům se nezamlouvalo, že si Thakulf snažil připsat zásluhu na výsledku tažení, a tak zaútočili na české opevnění. Frankové však utrpěli drtivou porážku a byli nuceni vyjednávat, aby si zachránili život. Posléze museli vydat své rukojmí a odtáhnout po veřejné cestě, jež jim byla určena.
Thakulf měl v roce 858 velet vojsku, které táhlo proti Lužickým Srbům. Výprava byla součástí rozsáhlé akce, již zorganizoval král Ludvík II. Němec v rámci plánu podmanění slovanských národů podél východofranské hranice.
Historik Franz Xaver von Wegele považoval za datum Thakulfova úmrtí 1. září 873, Václav Novotný jej kladl do srpna 873, ovšem Dušan Třeštík usuzoval, že Thakulf zemřel již roku 872.